# Costruttivismo (arte)
Il costruttivismo è un movimento culturale d'avanguardia nato in Russia nel 1913, di poco precedente alla rivoluzione del 1917, che rifiutava il culto dell'"arte per l'arte" a favore dell'arte come pratica diretta verso scopi sociali. Come forza attiva durò fino a circa il 1934, esercitando grande influsso sulle esperienze artistiche della Repubblica di Weimar e altrove, prima di essere rimpiazzato dal Realismo Socialista. Spunti e suggestioni costruttivisti si ritrovano sporadicamente in altri movimenti artistici dell'epoca e successivi.

## Origini
Il Costruttivismo può essere riconducibile a due approcci sintetizzati da due primi manifesti pubblicati nel 1920: quello maggiormente estetizzante e astratto del Manifesto Realista di Naum Gabo e quello più impegnato nella produzione e nella politica presente nel Programma del gruppo produttivista, firmato da Rodčenko e dalla moglie Varvara Stepanova (1894-1958), considerato il primo manifesto costruttivista. Aleksej Gan usò questa parola come titolo per il suo libro "Costruttivismo", edito nel 1922.
Il Costruttivismo rappresenta uno sviluppo, posteriore alla Prima Guerra Mondiale, del Futurismo russo, e particolarmente dei Controrilievi di Vladimir Tatlin, che erano stati esibiti nel 1915. Nel 1914, Tatlin era stato a Parigi, dove aveva conosciuto, tra gli altri, anche Picasso ed era entrato in contatto con gli ambienti dei Futuristi, e sicuramente sotto la sua influenza maturò l'idea di assemblare ingegnosamente più materiali, quasi applicando le teorie di Boccioni per cui l'arte nuova significava anche uso di materiali nuovi, insoliti, mai utilizzati finora dagli artisti. I nuovi artisti, cioè, per raccontare e riprodurre creativamente il mondo nuovo che stava sorgendo, dovevano usare nuovi mezzi espressivi e soprattutto i 'pezzi' concreti del nuovo mondo stesso. Ecco quindi le sculture di Tatlin, fatti di fogli d'alluminio, di legno e di cavi - l'essenza, secondo lui, della modernità che avanzava inesorabile e vittoriosa.
Gli spunti di Tatlin furono sviluppati poi da Aleksandr Rodčenko che realizzò opere simili, integrandosi nel clima di entusiasmo e di fermento della Rivoluzione d'Ottobre del 1917: il mondo nuovo sembrava davvero possibile, anzi si stava realizzando sotto gli occhi degli uomini che avevano lottato contro un regime legato a un passato di torpore e di asservimento - la modernità sembrava portare con sé le promesse di una società migliore e proprio le conquiste tecnologiche sembravano potenti alleate nella costruzione della nuova realtà. Celebrare l'industria, quindi, riutilizzare i suoi elementi base, significava cantare la vita che potentemente riprendeva a scorrere nella storia dell'umanità, il lavoro delle masse che realizzavano concretamente gli ideali politici che avevano animato la Rivoluzione. L'arte tradizionale fu considerata morta e le opere realizzate con materiali da costruzione di Tatlin divennero simbolo dell'arte nascente, rivoluzionaria, proletaria e bolscevica.
Già intorno al 1925, così, troviamo la parola Costruttivismo riferita all'arredamento, al design tessile, alle porcellane, alla scenografia teatrale.
Il termine in sé sarebbe stato coniato dagli scultori Antoine Pevsner e Naum Gabo, che avevano sviluppato un approccio industriale e "angolare" ai propri lavori, mentre il suo carattere di astrazione geometrica doveva qualcosa al Suprematismo di Kazimir Malevič, anche se del Suprematismo non condivideva l'idea che l'arte dovesse restare chiusa nel proprio contesto intellettuale, senza contaminarsi con un'azione pratica nella realtà concreta. Le basi educative del nuovo movimento furono gettate dal Commissariato dell'Illuminazione (o Narkompros), il ministero della cultura e dell'istruzione bolscevico, guidato da Anatolij Vasil'evič Lunačarskij, il quale soppresse la vecchia Accademia di Belle Arti di Pietrogrado e la Scuola di Pittura, Scultura e Architettura di Mosca nel 1918. L'IZO, l'ufficio artistico del Commissariato, fu guidato durante la guerra civile russa principalmente dai Futuristi che pubblicavano il giornale Arte della Comune. Il centro del Costruttivismo moscovita era VChUTEMAS, la scuola di arte e design fondata nel 1919. Gabo in seguito dichiarò che l'insegnamento in quella scuola era concentrato più su discussioni politiche e ideologiche che sul fare arte; ma ciononostante Gabo stesso disegnò una radio nel 1920 (progetto che poi avrebbe presentato al Palazzo delle Competizioni del Soviet nel 1930).

## Arte per la Rivoluzione

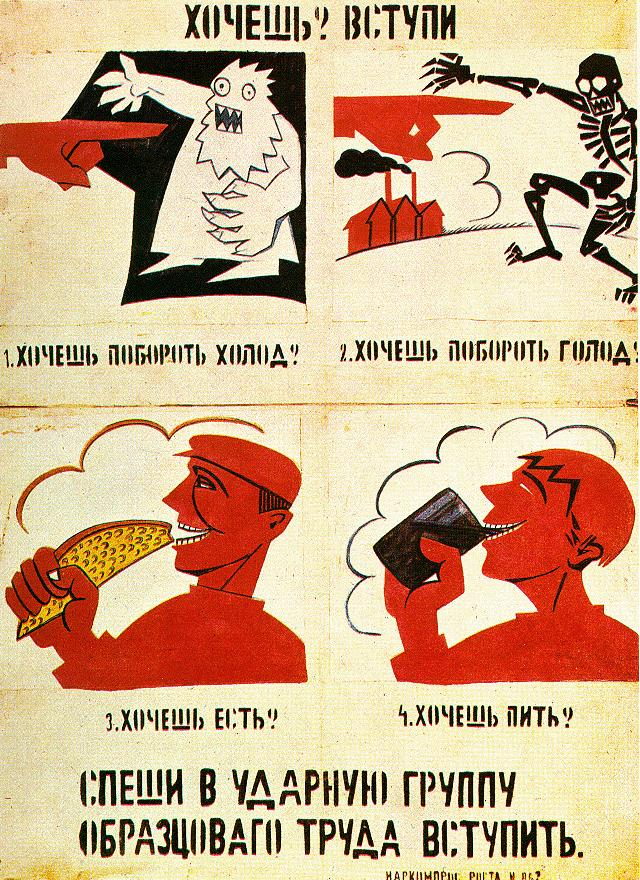
Poster Agitprop realizzato da Majakovskij

Mentre si dedicavano al design industriale, i Costruttivisti lavoravano anche per il governo bolscevico del dopo-Rivoluzione d'Ottobre, ideando le festività pubbliche e le parate di strada. Forse il più famoso di questi interventi fu a Vicebsk, dove il Gruppo UNOVIS di Malevič dipinse i manifesti della propaganda e le facciate dei palazzi (memorabile rimase il manifesto di El Lissitzky Spezza i Bianchi col cuneo rosso, del 1919). Ispirati al proclama di Vladimir Majakovskij: «le strade siano i nostri pennelli, le piazze le nostre tele», gli artisti e i designer parteciparono attivamente alla vita pubblica per tutta la Guerra Civile. 
Un esempio della loro attività fu il progetto pensato per un festival per il Congresso del Comintern del 1921, fatta da Aleksandr Vesnin e Ljubov' Popova, che ricordava le strutture dell'esibizione del OBMOKhU e i loro lavori teatrali. In questo periodo si riscontrano molti punti in comune tra il Costruttivismo e la Proletkult, le cui idee riguardavano il bisogno di creare una cultura completamente nuova, in linea in questo con le esigenze del Costruttivismo. Per di più, alcuni Costruttivisti erano pesantemente coinvolti nelle Finestre della ROSTA, la campagna bolscevica di pubblica informazione del 1920: alcuni dei più famosi di questi artisti furono il poeta-pittore Vladimir Majakovskij e Vladimir Lebedev.
Come parte dei primi movimenti giovanili Sovietici, i Costruttivisti ritenevano di dover assumere uno sguardo creativo sull'attività cognitiva, su quella materiale e su ogni aspetto della spiritualità umana. Gli artisti cercavano di creare opere che potessero portare il pubblico oltre le strutture tradizionali, rendendolo parte attiva del processo artistico. In questo riecheggiavano la teoria dello straniamento dei Formalisti, tanto che spesso, secondo il loro principale teorico Viktor Šklovskij i due gruppi lavoravano spesso fianco a fianco, come del resto facevano altri Formalisti come Osip Brik. Le loro teorie venivano poi messe alla prova a teatro, in particolare da Vsevolod Mejerchol'd, che si dedicava a ciò che lui chiamava La Rivoluzione d'Ottobre del Teatro. Mejerchol'd sviluppò il concetto della recitazione "biomeccanica", influenzata sia dal circo sia dalle teorie del "gestione scientifica" di Frederick Winslow Taylor. Contemporaneamente, le scenografie di Meanwhile Vesnin, Popova e Stepanova applicavano le idee costruttiviste sullo spazio in forme sceniche. Una versione più populista di queste teorie fu sviluppata da Aleksandr Tairov, con le scenografie di Aleksandra Ėkster e dei fratelli Stenberg. Queste idee avrebbero poi influenzato registi tedeschi come Bertolt Brecht e Erwin Piscator, come pure il primo cinema sovietico.
Evoluzione dell'arte che esalta una nuova classe sociale fondata sul proletariato, destinata a ricostruire il paese, e la cultura su basi socialiste, superando non solo i canoni borghesi dell'arte ottocentesca celebrativa e rappresentativa ma attuando una partecipazione attiva assieme "alla pressione organizzativa della classe operaia"; non si limita a riguardare l'architettura ma incide anche – in modo radicale – sulle trasformazioni che riscontriamo nella scultura e nella pittura con influssi che si estesero ad altri Paesi europei ed in particolare con ibridazioni formali che trovano nella Bauhaus tedesca un fertile terreno di sviluppo nelle arti grafiche e nella fotografia sperimentale.
Per quanto riguarda la letteratura i teorici del movimento, come Kornelij Zelinskij, propugnarono l'introduzione di tematiche contemporanee atte a mediare i rapporti tra costruzione, rivoluzione ed intelligencija, tenendo conto del "peso" della parola e del suo uso.
Nell'architettura il costruttivismo tese a identificarsi con il "realismo costruttivo" e venne ripreso, successivamente, da vari maestri delle correnti funzionaliste e razionaliste.
Come accadde in altri Movimenti ed "ismi" delle Avanguardie del Novecento, l'irruzione progressiva ed inarrestabile delle tecnologie elettro-meccaniche venne metabolizzata e piegata alle forme d'arte caratterizzandole con un approccio rinnovato e più immerso nel flusso delle trasformazioni della realtà.
Apparentemente in contraddizione con quanto enunciato, il movimento costruttivista apporta nelle opere d'arte quelle astrazioni che prendono spunto dalle forme che l'industria di ogni livello porta con sé; altro fenomeno, con radici molto diverse ma con esiti che si possono considerare contigui, fu il Futurismo che durante la prima metà del "secolo breve" incrocerà molti degli altri Movimenti dei primi decenni, snodatisi in un continuo rimando esplicito e volontario ma più spesso frutto di quell'humus geograficamente europeo che vide coinvolte in particolare l'Italia, la Francia e la Germania.
La fotografia risentirà del fenomeno costruttivista sul piano formale sia per le inquadrature che per le prospettive che amplificano i tratti della realtà senza esserne pura didascalia, a conferma di quell'intento iniziale di essere "arte diffusa" senza scelte elitarie, in linea con lo spirito proletario.
I suoi punti di forza sono: l'ottimismo progressista, il progresso tecnologico, la macchina e l'industria. L'obiettivo finale era un'arte in funzione sociale.
Se il costruttivismo raggiunse un certo successo grazie all'accostamento con l'esaltazione della tecnica, coincidente dal punto di vista storico con l'introduzione del primo piano quinquennale, non appena furono evidenti il suo deviazionismo politico e le sue basi formali, la sua importanza e fortuna scemarono.

## Artisti costruttivisti
- Vladimir Šuchov, architetto - (1853-1939)
- Vsevolod Mejerchol'd, drammaturgo - (1874-1940)
- Joaquín Torres García, pittore, designer e imprenditore - (1874-1949)
- Aleksandr Vesnin, architetto, pittore e designer (1883-1957)
- Vadym Meller, pittore - (1884-1962)
- Vladimir Tatlin, architetto, pittore e scultore - (1885-1953)
- Antoine Pevsner, scultore - (1886-1962)
- Kurt Schwitters, scultore con materiali di recupero e poeta - (1887-1948)
- Oskar Schlemmer, pittore e scultore - (1888-1943)
- Eugen Wiskovský, fotografo - (1888-1964)
- Ljubov' Popova, pittrice e scenografa - (1889-1924)
- Jakov Černichov - (1889-1951)
- El Lissitzky, pittore, fotografo, architetto e grafico - (1890-1941)
- Konstantin Mel'nikov, architetto - (1890-1974)
- Walter Dexel, pittore, tipografo e scenografo - (1890-1973)
- Naum Gabo, scultore, pittore e scenografo - (1890-1977)
- Aleksandr Rodčenko, pittore, fotografo e grafico - (1891-1956)
- Moisei Ginzburg, architetto - (1892-1946)
- Louis Lozowick, pittore e incisore - (1892-1973)
- Vladimir Majakovskij, poeta, pittore, designer e cantore della rivoluzione sovietica - (1893-1930)
- Varvara Stepanova, pittrice e designer - (1894-1958)
- Vasyl' Jermylov, pittore e designer - (1894-1967)
- Manuel Rendón Seminario, pittore - (1894-1982)
- Gustav Klucis, artista e fotografo - (1895-1938)
- László Moholy-Nagy, pittore e fotografo ungherese, esponente del Bauhaus - (1895-1946)
- Dziga Vertov, regista (1896-1954)
- Ella Bergmann-Michel, artista, fotografa e filmaker - (1896-1971)
- Sergej Ėjzenštejn, regista - (1898-1948)
- Avgust Černigoj, pittore - (1898-1985)
- Georgij e Vladimir Stenberg, poster designers e scultori - (1900-1933, 1899-1982)
- Tomoyoshi Murayama, sceneggiatore teatrale e romanziare - (1901-1977)
- Ivo Pannaggi, pittore e architetto (1901-1981)
- Berthold Lubetkin, architetto - (1901-1990)
- Ivan Leonidov, architetto - (1902-1959)
- Richard Paul Lohse, pittore e designer - (1902-1988)
- Jaroslav Rössler, fotografo - (1902-1990)
- Kenneth Martin, pittore - (1905-1984)
- Burgoyne A. Diller, pittore - (1906-1965)
- Mary Martin Balmford, pittrice - (1907-1969)
- Ilya Bolotowsky, pittore e scultore - (1907-1981)
- Max Bill, pittore, scultore e designer - (1908-1994)
- Victor Pasmore, pittore - (1908-1998)
- Verena Loewensberg, pittrice - (1912-1986)
- Josef Müller-Brockmann, designer - (1914-1996)
- John McHale, artista e sociologo - (1922-1978)
- John Ernest, scultore - (1922-1994)
- Günter Fruhtrunk, pittore - (1923-1982)
- Erwin Hauer, scultore - (1926-2017)
- Aníbal Villacís, pittore - (1927-2012)
- Norman Carlberg, scultore - (1928-2018)
- Estuardo Maldonado, pittore e scultore - (1928-vivente)
- Enrique Tábara, pittore - (1930-2021)
- Oswaldo Viteri, pittore - (1931-vivente)
- Theo Constanté, pittore - (1934-2014)
- Peter Lowe, artista - (1938-2012)
- Marcello Morandini, architetto, scultore e designer - (1940-vivente)
- Carlos Catasse, pittore - (1944-2010)
- Don Gummer, scultore - (1946-)